# مالزی در المپیک تابستانی ۲۰۱۶
مالزی با ۳۲ ورزشکار در ۱۰ رشته ورزشی در بازی‌های المپیک تابستانی ۲۰۱۶ که از ۵ تا ۲۱ سپتامبر در ریودوژانیرو برزیل برگزار شد، حضور یافت. این پانزدهمین حضور آن کشور در بازی‌های المپیک تابستانی بود. در پایان مالزی با کسب ۱ نشان نقره و ۴ نشان برنز و بدون نشان طلا در جایگاه شصتم رده‌بندی مدالی بازی‌ها ایستاد.

## دو و میدانی
ورزشکاران مالزی موفق به کسب دو سهمیه المپیک ۲۰۱۶ در دو و میدانی شدند.